# سلوك جنسي
سلوك جنسي (بالفرنسية: Comportement Sexuel)، أفعال يقوم بهـا الــذكر والـــأنثى أثناء فترة الــتوالد تسمح بالتقارب بين الجنسين من أجل الـــتزاوج.

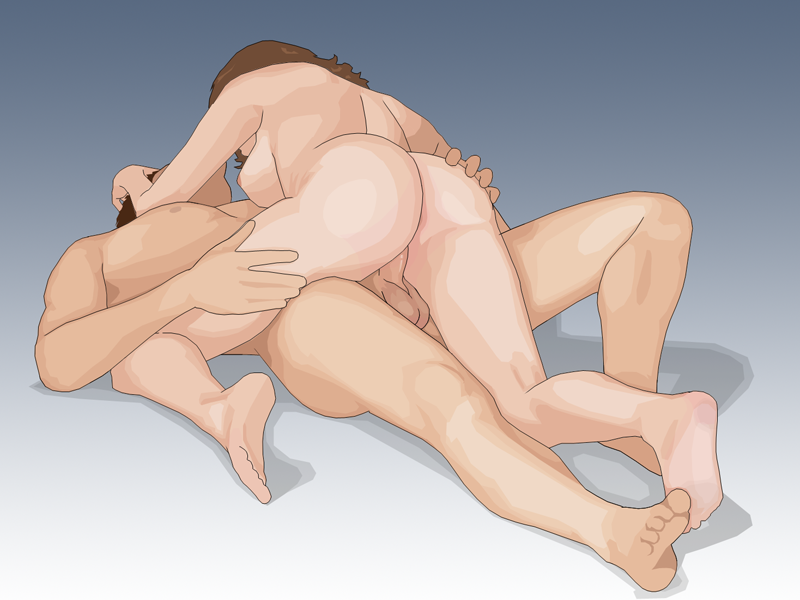
الـــسلــوك الـجــنسـي عــند الإنــســان.

## أُنظُر أيـضاً
- جنس (أحياء).
- سلوك الإنسان الجنسي.
- الجنس عند النبات.